# Cantonul Mauléon-Licharre
Cantonul Mauléon-Licharre este un canton din arondismentul Oloron-Sainte-Marie, departamentul Pyrénées-Atlantiques, regiunea Aquitania, Franța.

## Comune
- Ainharp
- Arrast-Larrebieu
- Aussurucq
- Barcus
- Berrogain-Laruns
- Charritte-de-Bas
- Chéraute
- Espès-Undurein
- Garindein
- Gotein-Libarrenx
- L'Hôpital-Saint-Blaise
- Idaux-Mendy
- Mauléon-Licharre (reședință)
- Menditte
- Moncayolle-Larrory-Mendibieu
- Musculdy
- Ordiarp
- Roquiague
- Viodos-Abense-de-Bas